# Parlophone (label)
Pour les articles homonymes, voir Parlophone.
Parlophone est un label discographique germano-britannique. 
Il est fondé à Berlin en 1896 par Carl Lindstrom. 35 ans plus tard, Parlophone devient une division d'EMI en Grande-Bretagne. Le label Parlophone d'EMI, sous la direction de George Martin, engage, en 1962, les Beatles, lesquels figurèrent en tête des ventes dès leur premier album (Please Please Me en 1963). Autres groupes et artistes à succès du label : Queen, Locomotive, Coldplay, Gorillaz, Radiohead et Kylie Minogue.
Jusqu'en 2011, Parlophone est une des principales divisions d'EMI. À la suite du rachat d'EMI en 2011 par Universal Music Group, le label est cédé à Warner Music Group en janvier 2013.

## Histoire

### Origines et débuts
La branche britannique de Parlophone est créée en 1923 avec Oscar Preuss comme directeur artistique, et devient le principal label de jazz au Royaume-Uni, grâce à ses liens avec Okeh Records aux États-Unis. En 1927, la Columbia Gramophone Company achète des parts de l’entreprise de Carl Lindstrom et prend le contrôle de Parlophone. En 1931, l’ensemble prend le nom d’Electric & Musical Industries Ltd (EMI).
Sous le contrôle d’EMI, Parlophone reste dans un premier temps un label discographique de jazz. En 1950, Oscar Preuss engage comme assistant George Martin, âgé de 24 ans. Cinq ans plus tard, à son départ à la retraite, George Martin lui succède comme directeur de Parlophone. À l’aube de l’ère du rock 'n' roll, les artistes Parlophone comme Humphrey Lyttelton, The Vipers, Jim Dale, Keith Kelly, The Temperance Seven and Shane Fenton atteignaient de temps en temps les vingt premières places du hit-parade britannique. C'est Adam Faith qui remporte à cette époque le succès le plus notable.

### Période Beatles

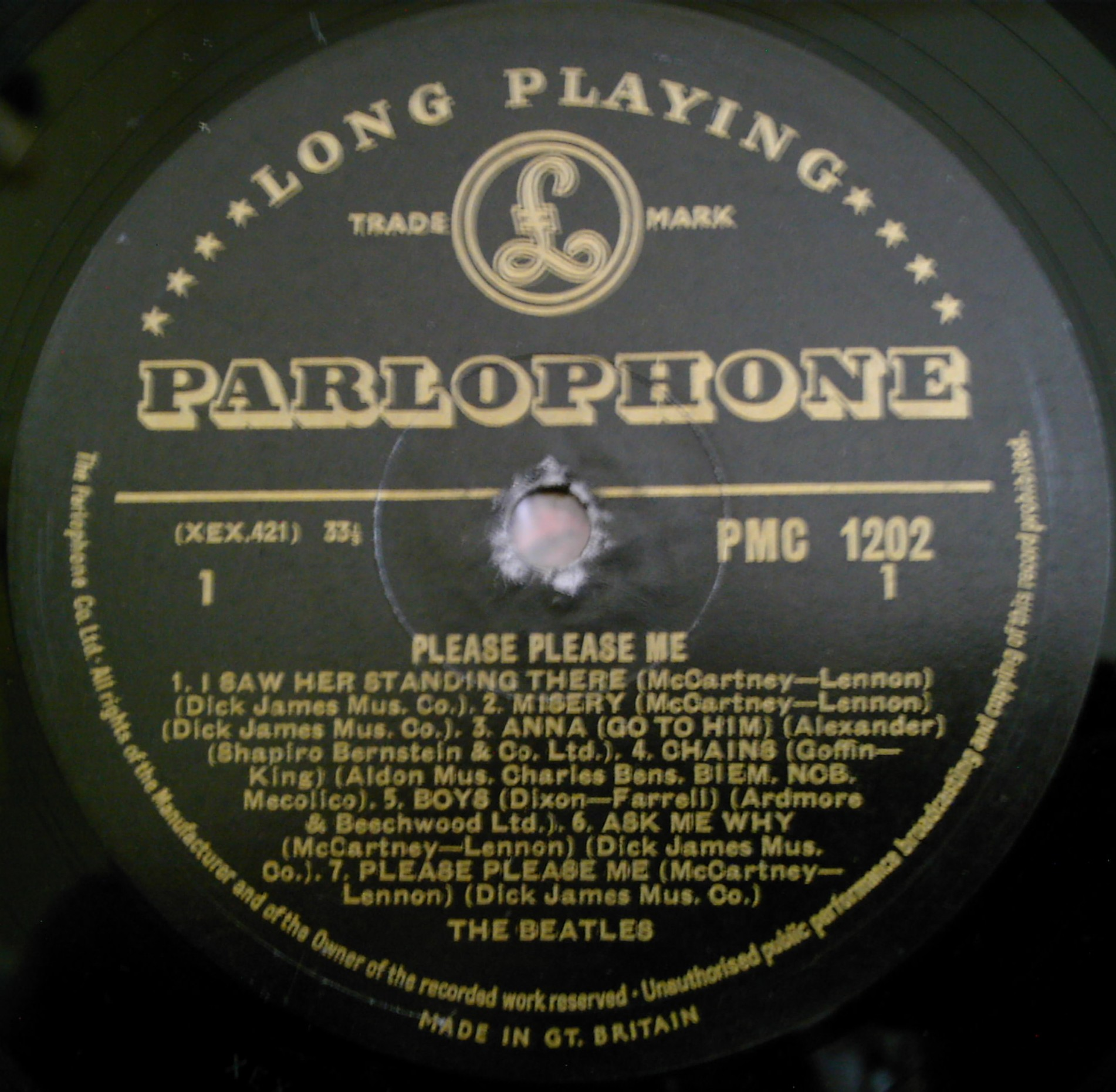
Please Please Me, premier LP des Beatles.

L’intuition majeure de George Martin est de repérer et d’engager les Beatles en juin 1962, après que leur manager Brian Epstein a échoué auprès de la plupart des autres maisons de disques du pays. Après une audition, le 6 juin 1962, à l’issue de laquelle le patron de Parlophone impose aux Beatles d'utiliser un batteur de studio pour la prochaine séance d'enregistrement (ceux-ci décidant alors de remplacer Pete Best par Ringo Starr), la signature du groupe originaire de Liverpool apporte rapidement à Parlophone la gloire internationale.
Parlophone est l'une des rares sociétés à continuer de vendre au cours des années 1960 quelques 78 tours, par les Beatles, dans les pays du tiers monde tels que l'Inde notamment. Parlophone place ainsi sept 45 tours à la première place des ventes durant la seule année 1964, tenant aussi le no 1 des hit-parades des albums durant quarante des cinquante-deux semaines de l’année. En 1965, George Martin décide de devenir producteur indépendant, et en 1968, les Beatles créent leur propre maison de disques, Apple, quittant ainsi Parlophone, mais restant sous la distribution d'EMI.
Le 23 avril 2008, Miles Leonard est confirmé comme président du label.

### Rachat par Warner
Le 28 septembre 2012, les autorités de régulation approuvent le projet d'acquisition d'EMI, le groupe parent de Parlophone, par Universal Music Group pour un montant de 1,2 milliard de livres sterling, sous réserve des conditions imposées par la Commission européenne exigeant qu'UMG vende un certain nombre de labels, y compris Parlophone lui-même (à l'exception du catalogue des Beatles, qui a été conservé par UMG et transféré à Calderstone Productions, nouvellement créée par Universal), Chrysalis (hormis le catalogue de Robbie Williams), Ensign, Virgin Classics, EMI Classics, les droits mondiaux sur Roulette Records (et ses sous-labels) et les activités d'EMI au Portugal, en Espagne, en France, en Belgique, au Danemark, en Norvège, en Suède, en République tchèque, en Slovaquie et en Pologne. Ces labels et catalogues sont exploités indépendamment d'Universal sous le nom de Parlophone Label Group jusqu'à ce qu'un acheteur soit trouvé. UMG reçoit plusieurs offres pour PLG, notamment de la part du fondateur d'Island, Chris Blackwell, de Simon Fuller, d'un consortium Sony/BMG, de Warner Music Group et de MacAndrews & Forbes,,.
Lors du rachat d'EMI Music France et Parlophone, EMI Music France devient Parlophone Music France. Thierry Chassagne, président de Warner Music France, est nommé à la direction de Parlophone Music France en complément de ses fonctions.